# Promesse (film)
Promesse (Promises) è un documentario del 2001 nominato agli Academy Award e vincitore di un Emmy come migliore documentario.

## Trama
Il film mostra il conflitto israelo-palestinese da una diversa prospettiva che è quella di sette ragazzi viventi nella comunità palestina di West Bank e nei dintorni israeliani di Gerusalemme.

## Progetto
Promesse è stato girato tra il 1995 e il 2000 e prodotto in associazione con la Independent Television Service con fondi parziali provvisti dalla Corporation for Public Broadcasting.
Il film utilizza anche la lingua originale, quindi ebraico e arabo, senza traduzione se non in sottotitoli.
Il 10 aprile 2009, però, Rai 3 l'ha trasmesso con doppiaggio italiano.
Nel 2004 il regista ha fatto seguire una coda al film originale chiamata Promises: Four Years On per indagare su ciò che poi era avvenuto a questi sette ragazzi. La coda dura 25 minuti ed è inclusa come contenuto speciale nel DVD.

## Distribuzione
La prima del film ebbe luogo nei Paesi Bassi il 30 gennaio 2001. Vi fecero seguito diverse altre proiezioni soprattutto nell'ambito di numerosi festival e concorsi.

### Nomination
- Best Documentary, 74th Annual Academy Awards
- Best Documentary, IFP Spirit Awards
- Truer than Fiction Award, IFP Spirit Awards

### Premi
- 2002 The NBR Freedom of Expression Citation National Board of Review
- 2002 The Michael Landon Award for Community Service to Youth Twenty-Third Annual Young Artist Awards
- 2001 Emmy Award, Best Documentary
- 2001 Emmy Award, Best Background Analysis
- 2001 Rotterdam International Film Festival Audience Award, Best Film
- 2001 Munich Film Festival Freedom of Expression Award
- 2001 Jerusalem Film Festival Special Festival Award
- 2001 Festival di Locarno Special Ecumenical Jury Prize
- 2001 San Francisco International Film Festival Audience Award, Best Documentary Grand Prize, Best Documentary Golden Gate Award, Documentary Film
- 2001 Vancouver International Film Festival Audience Award, Diversity in Spirit Award
- 2001 Hamptons International Film Festival Best Documentary
- 2001 São Paulo International Film Festival Best Documentary Audience Award
- 2001 Valladolid International Film Festival Best Documentary
- 2001 Paris International Film Festival (Rencontres) Audience Award-Best Film

### Selezione ufficiale nei seguenti festival
- Toronto International Film Festival
- Galway Film Fleadh
- Rotterdam International Film Festival
- Wellington International Film Festival
- Festival internazionale del film di Locarno
- Melbourne International Film Festival
- Karlovy Vary International Film Festival
- Brisbane International Film Festival
- Jerusalem International Film Festival
- Taipei Golden Horse Film Festival
- San Francisco International Film Festival
- Vancouver International Film Festival
- Edinburgh International Film Festival
- Festival of New Cinema (Montréal)
- Hamptons International Film Festival
- Festival internazionale del cinema di Varsavia
- Los Angeles International Film Festival
- São Paulo International Film Festival
- Palm Springs Film Festival
- Valladolid International Film Festival
- Sydney International Film Festival
- Festival Do Rio
- Human Rights Watch Film Festival (New York, Boston, Berkeley, CA)
- Boston Jewish Film Festival
- St. Petersburg International Film Festival
- Pusan International Film Festival (Corea del Sud)
- Nordsk Panorama International Film Festival
- Washington Jewish Film Festival
- Buenos Aires International Film Festival
- Palm Beach Jewish Film Festival
- Stockholm International Film Festival
- San Francisco Jewish Film Festival
- Munich Film FestivalRencontres Cinema de Paris

### DVD
- Justine Arlin, Carlos Bolado, B. Z. Goldberg, Promesse (Promises, Stati Uniti, 2001), Cecchi Gori Home Video, 2006. EAN 8032700995227